# 전 구미 강락사지 삼층석탑
전 구미 강락사지 삼층석탑(傳 龜尾 江洛寺址 三層石塔)은 대한민국 경상북도 구미시 강락사지에 있던 것으로 전하는, 남북국 시대 신라의 삼층석탑이다. 현재, 김천시 직지사에 있으며, 1993년 11월 19일 대한민국의 보물 제1186호로 지정되었다.

## 개요
이 탑은 통일신라 말기(9세기)의 석탑으로 원래 구미시 선산읍 원동 낙동강변 강락사터로 전해지는 절터에 무너져 있던 것이다. 1968년 경북 선산군청 앞뜰로 옮겼다가 1980년 다시 이곳으로 옮겼으며, 이때 상륜부를 추정 복원하였다.
기단이 단층이라는 점을 제외하면 전형적인 통일신라 삼층석탑의 양식을 고루 갖추고 있다. 기단은 한 면을 두장의 돌로 짜맞추었는데 안기둥과 귀기둥을 돋을새김 했을 뿐 별다른 장식은 없다. 탑신을 이루는 몸돌과 지붕들은 각기 하나의 돌로 만들었다. 몸돌에는 다른 장식없이 귀기둥만 돋을새김하였으며, 지붕돌에는 수평을 이룬 처마선 아래로 5단의 처마받침을 두었다.
1층 몸돌의 높이가 2·3층에 비하여 성큼하게 높으면서도 지붕돌의 두께와 폭이 알맞아 단층기단의 탑이면서도 차분한 안정감과 경쾌한 균형감을 가지고 있다.

## 같이 보기
- 직지사

## 참고 문헌
- 전 구미 강락사지 삼층석탑 - 국가유산청 국가유산포털